# Partido Comunista Internacionalista
El Parti Communiste Internationaliste - Sección Francesa de la Cuarta Internacional (PCI-SFQI) fue una organización trotskista, rama francesa de la Cuarta Internacional, creado en marzo de 1944 y que se disolvió el 12 de junio de 1968. Publicó el periódico La Vérité

## Creación
En marzo de 1944, se creó el Parti Communiste Internationaliste, sección francesa de la Cuarta Internacional, a partir de la fusión de varios grupos trotskistas, que sumaban alrededor de 500 militantes, entre estos grupos se destacaban:
1. el Parti Ouvrier Internationaliste, dirigido por Yvan Craipeau, Spoulber y Marcel Gibelin;
2. el Comité Communiste Internationaliste, dirigido por Rodolphe Prager y Jacques Grinblat , alias Privas;
3. el Groupe Octobre, dirigido por Henri Molinier, el hermano de Raymond Molinier.

Las negociaciones fueron preparadas por el griego Michel Pablo.
La UCI (Union Communiste Internationaliste, o Groupe Barta), que se negó a fusionarse con los otros trotskistas, dio a luz a Lutte Ouvrière.
Cabe señalar que el nombre elegido, Parti Communiste Internationaliste, retoma el de un partido trotskista francés creado, en marzo de 1936, por Raymond Molinier y Pierre Frank, que publicó el diario “La Commune”.
Este partido, dirigido por Raymond Molinier y Pierre Franck se había opuesto a la sección "oficial" de la Cuarta Internacional (reconocida por León Trotski), el Parti Ouvrier Internationaliste, dirigido por Jean Rous e Yvan Craipeau y había sido calificado por la prensa trotskista como "antitrotskista".
Pierre Lambert fue uno de sus militantes a partir de 1937. Este pequeño grupo tuvo una existencia efímera, llegando a desaparecer al comienzo de la Segunda Guerra Mundial. Sin embargo, en mayo de 1942, un representante de la sección parisina se reunió en la zona franca con miembros del grupo de Revolucionarios Comunistas Austriacos exiliados en Francia.

## Actividades hasta la escisión 1952
Ya en 1945, el PCI se infiltró en Les Jeunes Socialistes, mientras que jóvenes del PCI y de la JS realizaron cursos y campamentos conjuntos entre 1945 y 1947. Juntos toman el control de los albergues juveniles (40.000 miembros en ese momento).
Yvan Craipeau, ejecutivo de PCI que envió a André Essel, futuro director ejecutivo de la Fnac, a la JS, luego realizó "reuniones fraccionarias" con toda la dirección de la JS y 3 de los 12 miembros de la dirección de la Section Française de l'Internationale Ouvrière (SFIO), incluido Yves Dechézelles, el Secretario Nacional Adjunto.
Además de Dechezelles, Adrien Tixier, futuro jefe de gabinete del Ministro del Interior, Robert Pontillon (amigo Mitterrand), Roger Fajardie (futuro líder de la Force Ouvrière y de la Grand Orient de France), Max Théret (amigo de Mitterrand y cofundador de Fnac) y Jean Rous pertenece a los socialistas próximos al PCI. En el Ródano, Marc Paillet (director de la Agence France-Presse en 1981) y Roger Raoul Rocher (cofundador de Francas).
Habiendo salido de la clandestinidad a fines de 1945, el PCI presentó candidatos en 11 departamentos durante las elecciones legislativas de 1946, representando entre el 2 y el 5%; Yvan Craipeau no logra ser elegido por unos cientos de votos en Taverny (Val-d'Oise).

## Escisiones y salidas (hasta 1952)
El PCI se percató muy rápidamente de temas de tensión en torno al papel del nuevo partido después de la Liberación y sobre la naturaleza de la URSS. Sufrió varias escisiones a lo largo de su historia, a veces en forma de simples salidas de personalidades.

### La escisión de 1945: David Rousset se une a Sartre
En 1945, David Rousset abandono el PCI para, en 1948, formar con Jean-Paul Sartre la Rassemblement Démocratique Révolutionnaire (Agrupación Democrática Revolucionaria - RDR).

### La scission de 1947: Castoriadis et Lefort
En 1947, la corriente Socialisme ou barbarie (dirigida por Cornelius Castoriadis y Claude Lefort) abandonó el partido para avanzar hacia posiciones consejistas, considerando a la URSS como capitalismo de estado y no como un “estado obrero degenerado” (cuestión estratégica en el informe al Parti Communiste Français).

### La scission de 1948: Yvan Craipeau
En 1948, se excluye la tendencia de Yvan Craipeau. Este último se convertiría más tarde en presidente de la Federación Alpes-Maritimes del Parti Socialiste Unifié, otros miembros de esta tendencia como Jean-René Chauvin, se unieron a la RDR y fueron excluidos por esta doble pertenencia.

### La escisión de 1952
En junio de 1952, la mayoría del PCI, dirigida por Marcel Bleibtreu, Michel Lequenne y Pierre Lambert, fue excluida del PCI por la minoría dirigida por Pierre Frank y Michèle Mestre. Los militantes excluidos estaban en contra de la política de entrismo dentro de los partidos estalinistas, propugnado entonces por la Cuarta Internacional, según la línea política sostenida por Michel Pablo. Este hecho fue el precursor de la Escisión de la Cuarta Internacional en 1953.
La minoría de la organización, dirigida por Pierre Frank, miembro de la dirección europea de la Cuarta Internacional (pablista), publicará a partir de agosto de 1952 um jornal, denominado como: La Vérité des travailleurs (La Verdad de los Trabajadores).
El PCI "mayoritario", que se convertiría en la Organisation Communiste Internationaliste, siguió publicando La Vérité en forma de periódico hasta noviembre de 1958, luego en forma de reseña que todavía aparece hoy.

## El PCI "mayoritario" después de la escisión de 1952
En primer lugar, Michel Lequenne se convirtió en redactor jefe de La Vérité, mientras que Marcel Bleibtreu era el director político, y los redactores principales eran: Lucien Fontanel, Daniel Righetti, Stéphane Just y Basile Karlinsky. A fines de 1952, Robert Chéramy pasó a formar parte del equipo de editores principales
A partir de la segunda mitad de 1952 se inicia una lucha de tendencias al interior del PCI "mayoritario", en el que una corriente liderada por Pierre Lambert, partidario del trabajo mayoritariamente sindical, se enfrenta y, en marzo de 1953, gana la supremacía frente a la corriente liderada por Marcel Bleibtreu y Michel Lequenne, quienes, en julio de 1953, se vieron obligados a dejar la dirección de La Vérité.
La corriente dirigida por Pierre Lambert, caracterizada por la perspectiva sindicalista, concentró su trabajo en los sindicatos y luego en los círculos socialdemócratas. La otra, dirigida por Marcel Bleibtreu, hizo hincapié en la disputa con el Parti Communiste Français. Tras la supresión del levantamiento de junio de 1953 en Alemania Oriental, se desarrollaron diferentes valoraciones de los partidos estalinistas. La tendencia de Bleibtreu defendía un apoyo crítico a las corrientes de izquierda dentro de la burocracia, mientras que la mayoría del partido en torno a Lambert y Bloch rechazaba esta postura y llamaba a una rebelión obrera, como la que había tenido lugar en Berlín Oriental.
También hubo diferencias con respecto a los movimientos de liberación nacional. Lambert, al igual que los pablistas pedía un apoyo incondicional a estos movimientos sin ninguna crítica, mientras que la tendencia de Bleibtreu decía que el apoyo debía combinarse con una crítica fraternal.
En finales de 1954, la divergencia se agudizó debido a la insurrección argelina, ya que Marcel Bleibtreu y Michel Lequenne querían tratar de reconciliar las diferentes tendencias surgidas de la crisis del Mouvement pour le Triomphe des Libertés Démocratiques (MTLD) en lugar de apoyar solo a Messali Hadj, y sus partidarios.
Las tensiones entre las fracciones del PCI se agudizaron a lo largo de 1954. El Comité Internacional de la Cuarta Internacional (CI-CI) trabajó en vano para suavizar las tensiones e inducir la cooperación entre las dos alas. Finalmente, Bleibtreu y dos de sus partidarios, Michel Lequenne y Lucien Fontanel, fueron expulsados por una cuestión disciplinaria: acudieron a una citación policial, en contra de los deseos del biron político. En comisaría, se negaron a declarar, como exige la política del partido. Pero el biron político les había exigido que hicieran caso omiso de la citación, lo que supondría su detención.
En una declaración fechada el 21 de mayo de 1955, el CI-CI expresó su irritación por la expulsión de Bleibtreu, Lequenne y Fontanel, exigiendo que fueran readmitidos y representados en todos los principales comités del partido. No hubo, sin embargo, ningún resultado. El Comité Central del PCI rechazó las exigencias del CI-CI.
De ese modo, en marzo de 1955, tendencia liderada por Marcel Bleibtreu y Michel Lequenne quedó excluida del PCI, originándose así el Groupe Bolchevik-Léniniste (GBL), que comenzó a publicar un boletín un boletín mimeografiado, denominado como: Trotskysme.
En septiembre de 1965, Stéphane Just, entonces miembro del buró político de PCI publicó Défense du Trotskysme, en un número especial de La Vérité, y en el que luchó contra lo que llamó "el revisionismo liquidador" de la Cuarta Internacional, y defendió la necesidad de una reconstrucción de esta misma internacional, cargos que eran también los de la Organisation Communiste Internationaliste (OCI), creada oficialmente en el mismo año 1965, ya cuya dirección pertenecía Stéphane Just. En 1971, se publicó la continuación: Révisionnisme liquidateur contre trotskysme - Défense du trotskysme 2.
Del 4 al 8 de abril de 1966, delegados del PCI participaron, en Londres, de la 3ª Conferencia del Comité Internacional de la Cuarta Internacional (CI-CI). El objetivo entonces fijado era convocar una conferencia internacional destinada a “reunir a todas las organizaciones trotskistas que luchan por la Cuarta Internacional”.
En 1971, la OCI rompió con el CI-CI.
En julio de 1972, la OCI encabezó la fundación del "Comité d’Organisation Pour la Reconstruction de la Quatrième Internationale" (CORQUI). En este contexto, Stéphane Just realizó numerosos viajes al extranjero: a América Latina (Chile, Argentina, Brasil, Perú, Colombia y México), a los Estados Unidos (Nueva York) y Europa (Londres, península ibérica).
En mayo de 1981, Stéphane Just combatió la línea de la OCI que pedía el voto para François Mitterrand en primera vuelta de las elecciones presidenciales, proponiendo como alternativa que la OCI presentara su propio candidato y su propio programa, aunque, en la segunda ronda, llamar a votación al candidato del partido "obrero" mejor situado para vencer a Valéry Giscard d'Estaing.
En el marco de la preparación del 28º congreso del Partido Comunista Internacionalista (PCI, que había sucedido a la OCI en diciembre de 1981), y que debía realizarse del 20 al 23 de abril de 1984, Stéphane Just se opuso directamente a la línea seguida por la dirección de la organización, en particular sobre el objetivo de construir un Partido de los Trabajadores (PT), al que opuso la construcción de un partido obrero revolucionario. Esta polémica resultó en la exclusión de Stéphane Just y decenas de sus seguidores del cuadro del PCI. Como consecuencia, el 13 de mayo de 1984, Stéphane Just y sus seguidores fundaron un "comité nacional para la reincorporación al PCI de los excluidos y para su recuperación política y organizativa" que pronto se convertiría en el "comité para la recuperación política y organizativa del PCI, por la reconstrucción de la Cuarta Internacional.

### Parti Ouvrier Indépendant
En 1985, el Parti Communiste Internationaliste pasó a formar parte del Mouvement Pour un Parti des Travailleurs, que, en 1991, cambió su nombre a Parti des Travailleurs. En 1992, el PCI cambió su nombre a Courant Communiste Internationaliste que operaba dentro del Parti des Travailleurs.
En junio de 2008, el Parti des Travailleurs cambió su nombre a Parti Ouvrier Indépendant.

## El PCI "minoritario" después de la escisión de 1952
Después de 1952, el PCI (minoritario) contaba con unos 200 militantes, en su mayoría intelectuales (entre ellos: Maurice Nadeau, el matemático Laurent Schwartz, Félix Guattari, etc.).
En 1956, militantes del Parti Communiste Français del grupo "La Voie communiste", al que también pertenecía Félix Guattari, por la táctica del entrismo, se unieron al PCI, tras la publicación del "Discurso Secreto de Jrouchtchev", la revuelta húngara y el recrudecimiento de la guerra de Independencia de Argelia.
El PCI está principalmente involucrado en las luchas anticoloniales apoyando la independencia de Argelia (apoyo a la Front de Libération Nationale), la revolución cubana y el movimiento de liberación de Vietnam, así como por su apoyo crítico a Tito durante la Ruptura Tito-Stalin.
Se organizó también en el seno de la Union des Étudiants Communistes (UEC) y, en 1966, creó la Jeunesse Communiste Révolutionnaire (JCR), dirigida por Alain Krivine (miembro del PCI desde 1960).
En abril de 1969, se produce la fusión entre el Parti Communiste Internationaliste y la Jeunesse Communiste Révolutionnaire para dar lugar a la Ligue Communiste, que, durante las elecciones presidenciales de 1969, propuso el nombre de Alain Krivine, que obtuvo  el 1,06% de los votos.
En el contexto de las agressions racistes de 1973 contra inmigrantes norteafricanos, la comisión técnica de la Ligue Communiste, bajo el impulso de su líder, Michel Recanati , organizó, junto con el Parti Communiste Marxiste Léniniste, una contramanifestación contra un reunión celebrada en la Maison de la Mutualité por el movimiento de extrema derecha Ordre Nouveau. Esta contramanifestación derivó en enfrentamientos que permitieron que el 23 de junio de 1973 se decretara la disolución de la Ligue Communiste y de la Ordre Nouveau. Esta situación llevó a sus militantes a permanecer en la clandestinidad bajo el nombre de Front Communiste Révolutionnaire (FCR), que, en diciembre de 1974, dio origen a la Ligue Communiste Révolutionnaire.